# Клохан (Донегол)

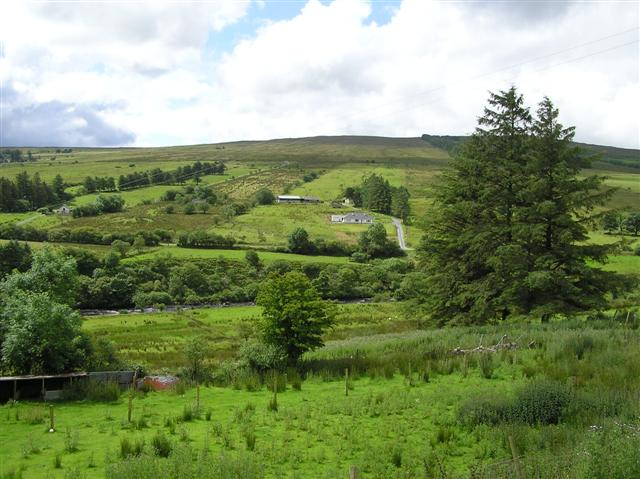

Клохан (англ. Cloghan; ирл. An Clochán) — деревня в Ирландии, находится в графстве Донегол (провинция Ольстер) у трассы R252, в тринадцати километрах от Баллибофи и Странорлара.